# Pascal Charrière
Pascal Charrière (* 14. November 1964) ist ein ehemaliger Schweizer Geher.
Im 50-km-Gehen belegte er bei den Olympischen Spielen 1992 in Barcelona Platz 20, bei den Leichtathletik-Weltmeisterschaften 1993 in Stuttgart Platz 21 und bei den Leichtathletik-Europameisterschaften 1994 in Helsinki Platz 20. 1996 kam er über diese Distanz bei den Olympischen Spielen in Atlanta auf Rang 31. Bei den Europameisterschaften 1998 in Budapest erreichte er nicht das Ziel.

## Persönliche Bestzeiten
- 20 km Gehen: 1:25:55 h, 22. Mai 1999, Monthey (ehemaliger Schweizer Rekord)
- 30'000 m Gehen: 2:17:24,9 h, 4. Oktober 1998, Chailly-sur-Montreux (Schweizer Rekord)
- 50'000 m Gehen: 3:59:45,8 h, 21. September 1997, Lausanne (Schweizer Rekord)
- 50'000 m Gehen: 3:59:20 h, 14. April 1996, Fribourg (Schweizer Rekord)